# 飴村行
飴村 行（あめむら こう、1969年1月21日 -）は、日本の小説家。福島県出身。東京歯科大学中退。暴力的でグロテスクな作風の作家である。

## 経歴
2008年、『粘膜人間』（応募時のタイトルは『粘膜人間の見る夢』）で第15回日本ホラー小説大賞長編賞を受賞しデビュー。続く『粘膜蜥蜴』が「このミステリーがすごい!」などで高い評価を受け、2010年同作で第63回日本推理作家協会賞（長編および連作短編集部門）を受賞した。

## 作品

### 単著

#### 粘膜シリーズ
- 粘膜人間（2008年10月 角川ホラー文庫）
- 粘膜蜥蜴（2009年8月 角川ホラー文庫）
- 粘膜兄弟（2010年5月 角川ホラー文庫）
- 粘膜戦士（2012年2月 角川ホラー文庫）
  - 収録作品：鉄血 / 肉弾 / 石榴 / 極光 / 凱旋
- 粘膜探偵（2018年5月  角川ホラー文庫）

#### その他の小説
- 爛れた闇の帝国（2011年1月 角川書店）
  - 【改題】爛れた闇（2013年3月 角川ホラー文庫）
- 路地裏のヒミコ（2014年2月 文藝春秋）
  - 収録作品：水銀のエンゼル / 路地裏のヒミコ
- ジムグリ（2015年6月 集英社 / 2018年1月 集英社文庫）
- 空を切り裂いた（2022年5月 新潮社）
  - 収録作品：侵徹 シンテツ[5] / 曳光 エイコウ[6] / 荊冠 ケイカン[7] / 裂果 レッカ[8] / 燐灰 リンカイ[9]

#### エッセイ
- 粘膜黙示録（2016年2月 文春文庫）

### アンソロジー収録短編
「」内が飴村行の短編
- 怪物團 異形コレクションXLIII（2009年8月 光文社文庫）「ゲバルトX」
  - 暗闇を見よ（2010年11月 光文社 カッパ・ノベルス / 2015年4月 光文社文庫）に再録。
- 厠の怪 便所怪談競作集（2010年4月 MF文庫ダ・ヴィンチ）「糜爛性の楽園」
- 物語のルミナリエ 異形コレクションXLVIII（2011年12月 光文社文庫）「クレイジー・ア・ゴーゴー」
  - ショートショートの宝箱 短くて不思議な30の物語（2017年4月 光文社文庫）に再録。
- ノベルアクト3 カドカワキャラクターズ（2013年8月 角川書店）「ラブポX」
- 美女と竹林のアンソロジー 森見登美彦リクエスト！（2019年1月 光文社 / 2020年2月 光文社文庫）「東京猫大学」
- 本格王2019（2019年7月 講談社文庫）「ゴルゴダ」

### 未単行本化作品

#### 連載
- チアノーゼ・ドッグス（角川書店『本の旅人』2011年9月号 - 2012年9月号）
- 廃魚の町（集英社『小説すばる』2016年1月号 - 10月号）

#### 雑誌掲載短編
- 君よ糞土の河を渉れ（文藝春秋『オール讀物』2010年7月号）
- モンチーからの手紙（文藝春秋『別冊文藝春秋』2011年5月号、2011年7月号）
- 東京猫大学（光文社『小説宝石』2018年4月号）
- 七月の狂れた夜（新潮社『小説新潮』2020年8月号）
- 冷たい光（新潮社『小説新潮』2021年8月号）
- 天使の蹂躙（新潮社『小説新潮』2025年3月号）